# Charly (Film)
Charly ist ein US-amerikanischer Science-Fiction-Film von Ralph Nelson. Er basiert auf dem Roman Charly von Daniel Keyes, der damit seine eigene Kurzgeschichte Blumen für Algernon (Flowers for Algernon, 1959) erweitert hatte. Charly erzählt die Geschichte eines geistig Zurückgebliebenen, der durch eine neue Behandlungsmethode hochintelligent wird und trotz des Einsatzes dieser Genialität nicht verhindern kann, dass eine Umkehrentwicklung eintritt und er wieder auf die geistige Stufe eines Kindes zurückfällt.

## Die Kurzgeschichte (Handlung)
Der geistig zurückgebliebene Charlie Gordon, der als Reinigungskraft in einer Fabrik in New York arbeitet, soll an einem spektakulären Experiment zur Verdreifachung seines IQ teilnehmen, das ihm seinen sehnlichsten Wunsch, nämlich so intelligent zu werden wie die Leute in seinem Umfeld, erfüllen soll. Zu diesem Zweck besucht er eine Abendschule und befolgt den über Monate ablaufenden Versuch, dessen Höhepunkt eine Operation sein soll.
Die beiden leitenden Doktoren Nemur und Strauss möchten, dass Charlie ein Tagebuch führt, das er am 5. März 1965 beginnt. Die gesamte Kurzgeschichte besteht ausschließlich aus diesen Tagebucheinträgen. Der Leser kann hierbei die Entwicklung des 37-jährigen Charles an dessen Schreibstil beobachten. Anfangs macht er extrem viele Fehler im Bereich der Grammatik und Orthographie. Natürlich ist auch seine Ausdrucksweise eher primitiv. Im Laufe der Geschichte rückt die OP immer näher, wobei Charlie erste Fortschritte aufgrund der Abendschule und Versuche in den Laboratorien der Doktoren macht. Er hat dort auch mit der Maus Algernon zu tun, an der das gleiche Experiment durchgeführt wurde, und bei der der Effekt der Intelligenzsteigerung tatsächlich beobachtet wurde. 
Nach der Operation wird der Hauptcharakter mit jedem Tag intelligenter, bald übersteigt er die Fähigkeiten der Doktoren sowie seiner Lehrerin, Miss Kinnian. Er verfasst wissenschaftliche Arbeiten, lernt mehrere Fremdsprachen und beschäftigt sich mit Psychologie bzw. Philosophie. Ständig wird er sich klarer über seine frühere Dummheit und die Tatsache, dass seine „Freunde“ ihn lediglich zum Narren hielten. Er verliebt sich in Miss Kinnian und ist brüskiert über die Unfähigkeit von Dr. Nemur und Dr. Strauss, wobei stets sein guter, wohlwollender Charakter zum Ausdruck kommt.
Gegen Ende der Kurzgeschichte jedoch sind bei Algernon erste Symptome des Rückgangs der Intelligenz festzustellen; bald verstirbt die weiße Maus. Charlie Gordon erkennt schnell, dass dieser Vorgang auch bei ihm einsetzen wird, und er bemerkt, wie er Tag für Tag seine Kenntnisse vergisst. Seine verzweifelte Lage wird dem Leser hier sehr deutlich („Please … please, God …“). Schließlich erreicht er wieder das mentale Niveau eines Kleinkindes, wenngleich es sich im Vergleich zum Anfang der Tagebucheinträge leicht verbessert haben mag. Er beschließt am 28. Juli, New York zu verlassen, um den mitleidigen Blicken seiner Bekannten zu entgehen.

## Kritiken
„Sentimentale Edel-Schnulze von kunstgewerblicher Machart, wobei die herzerweichende Geschichte nur Vorwand für konventionelle Kinounterhaltung bleibt.“

„Sentimentalität und Resignation zeichnen diesen Film ebenso aus wie die Liebe zu den Geistesschwachen. Ab 16 Jahren sinnvoll, verständlich jedoch erst für Ältere.“

## Auszeichnungen
- Der Hugo Award Kategorie short fiction wurde 1960 für die Kurzgeschichte verliehen.
- Cliff Robertson hat für seine Rolle den Oscar als bester Schauspieler erhalten.
- Außerdem nahm der Film am Wettbewerb der Berlinale 1968 teil, ging bei der Preisvergabe allerdings leer aus.

## Sonstiges
- Algernon heißt die Maus, an der die Operation zuerst durchgeführt wurde, die eine Steigerung des IQ um das Dreifache bewirkte. Der Titel der Kurzgeschichte (Flowers For Algernon), der sich dem Leser im Übrigen auch erst am Ende erschließt, geht aus Charlies letztem Wunsch (in seinem Tagebuch) hervor, gelegentlich Blumen auf das Grab Algernons zu legen, das er im Hinterhof seines Hauses angelegt hat.
- Inzwischen gibt es noch eine Fernsehverfilmung (2000) sowie ein Theaterstück zu der Vorlage.

## Erstaufführungen
- Vereinigte Staaten 23. September 1968
- Bundesrepublik Deutschland 7. März 1969